# 오스발도 바뇰리
오스발도 바뇰리(이탈리아어: Osvaldo Bagnoli, 1935년 7월 3일, 롬바르디아 주 밀라노 ~)는 이탈리아의 전직 축구 선수이자 감독으로, 선수 시절 미드필더로 활약했다.

## 선수 경력
밀라노의 보비사 구 출신인 바뇰리는 1955년에 고향의 밀란에서 미드필더로 현역 생활을 시작했다. 그는 비록 1군의 다수 인재들과 경쟁하면서 주전으로 도약하는데 고전했으나, 1년차에 신고식을 치렀고, 이듬해인 1956-57 시즌에 세리에 A와 코파 라티나를 동시에 석권했다. 그는 1957년에 엘라스 베로나로 이적해 구단의 상징적인 인물로 거듭났다. 그는 베로나 1년차에 23번의 경기에 출전하여 3골을 넣었지만, 소속 구단의 세리에 B 강등을 막지 못했다. 그러나, 이어지는 3년 동안 장족의 발전을 거치며 세리에 B에서 74경기 출전해 25골을 기록했다. 그는 이후로 두 차례 우디네세에서 오랜 기간 보냈는데, 그 중간에 카탄차로와 SPAL에서 각각 보냈다. 그는 1973년에 세리에 C의 베르바니아에서 축구화를 벗었다.

## 감독 경력
오랜 기간 화려한 감독 경력을 자랑하는 바뇰리는 1984-85 시즌에 만년 중하위권 엘라스 베로나를 이끌고 처음(이자 현재까지 마지막)으로 세리에 A 우승을 이끈 것으로 방점을 찍었다. 바뇰리는 취임 전까지 피에트로 판나, 로베르토 트리첼라, 그리고 안토니오 디 젠나로를 비롯해 기량을 만개하지 못한 몇몇 유망주들이 활약했었으나, 그의 지도 하에 주축 선수로 도약해 베로나의 리그 우승 주역이 되었다. 바뇰리는 1981년부터 1990년까지 베로나의 감독을 역임했다. 1985년 리그 우승 외에도, 바뇰리는 베로나 시절, 1년차인 1981-82 시즌에 세리에 B 우승으로 세리에 A 승격을 이룩했고, 2년차에는 베로나를 리그 4위의 호성적과 코파 이탈리아 준우승 성과를 내 UEFA컵 진출도 이룩했다. 그는 이후 1989-90 시즌 끝에 다시 세리에 B로 강등당하면서 베로나를 떠났다.
베로나를 지도하기 전, 바뇰리는 솔비아테세, 코모, 리미니, 그리고 파노를 차례로 지도했고, 파노의 경우 1978-79 시즌세리에 C2 우승으로 세리에 C1 승격을 이룩했다.
그는 이후 세리에 A 구단들의 지휘봉을 더 잡았는데, 제노아와 인테르나치오날레도 이끌었다. 바뇰리는 1990-91 시즌에 제노아를 이끌고 1년차에 리그 4위의 성적을 냈다. 제노아는 그에 따라 50년 만에 이탈리아 1부 리그에서 역대 최고 성적을 냈다. 이듬해, 그는 제노아를 이끌고 UEFA컵 준결승 진출의 성과도 냈지만, 나중에 우승을 거둔 아약스에 밀렸다. 그는 이후, 리그에서 1992-93 시즌에 인테르나치오날레를 이끌고 준우승을 거두었다. 그러나, 바뇰리는 2년차에 그리 성과를 내지 못했는데, 소속 구단이 성적 부진의 수렁에 빠지자 그는 해임되었고, 그는 그대로 은퇴했다.

## 은퇴 후
2018년 1월 20일, 바뇰리는 엘라스 베로나의 명예 회장으로 선임되었다.

## 경기 방식
바뇰리는 다목적 미드필더로, 주로 중앙 미드필더, 공격형 미드필더, 우측 미드필더, 그리고 수비형 미드필더 등의 여러 역할을 맡을 수 있었다. 그의 주요 특징으로 준수한 기술력, 전술적 지능, 공 회수력, 강력게 차는 힘을 기반으로 한 중거리 득점력이 있다. 그는 베르바니아에서 말년으로 보내며 최후방 수비수도 맡았다.

## 감독 방식
세심하며 전술적으로 지적인 바뇰리 감독은 빗장(catenaccio) 전법을 베로나 비롯 자신의 선수단에 도입하였고, 수비시에는 대인 방어와 지역 방어 방식의 수비를 혼용한 혼합 구역(zona mista) 전술도 사용했다. 그의 수비진은 득점 구역에서 보나 멀리 상대 선수를 가두었다. 그의 중원은 공 없는 상황에 상대 진역을 공격적으로 압박하고, 공을 잡으면 속도를 줄이고 공을 소유하거나, 공을 측면이나 측후면에서 길게 찔러 역습으로 빠르게 급습하여 공격진의 공간을 확보했다. 그는 대게 최후방 수비수를 기용했는데, 이 선수는 공을 회수하고 경기를 전개하거나 공을 간수해 후방 플레이메이커로 공격수 2명 뒤에까지 나가 공의 정지 상황에서 경기를 빠른 공넘김으로 전개하고 측면이나 쇄도하는 측후면에 공을 넘겨 공격진의 득점 기회를 창출했다. 베로나에서, 피에트로 판나가 기술력, 주력, 지능적인 움직임으로 공을 회수하자마자 전방으로 빠르게 전개할 바뇰리의 중요한 측면 자원으로 활약했다. 바뇰리는 기술 및 전술적 역량에 맞추어 선수들을 배치했고, 개인적 역량을 가장 알맞은 위치에서 자유로이 발휘할 수 있도록 했다. 더 나아가, 그는 선발대에 작게 모여 논의해 가능한 공수전환이 되지 않도록 노력했다. 그는 비록 친근하며 차분한 성격에 말이 적은 감독으로도 알려져 있으나, 선수의 동기를 부여하는데 일가견이 있고, 선수와 소통에 능했으며, 대게 전술을 짜는데 선수의 의견도 반영했다. 대게, 그의 선수단은 초반에 상대적으로 고전한 편이나, 강인하게 시즌을 마무리했고, 바뇰리는 서서히 변화를 주며 완벽한 체계를 짤 수 있었다. 1982년 월드컵을 우승한 이탈리아 국가대표팀의 엔초 베아르초트 감독은 바뇰리에 대해 자신이 바뇰리의 베로나에서 영감받았다고 평하기도 했다. 바뇰리는 베로나에서 성공을 거두며 보비사의 마법사(il mago della Bovisa)라는 별칭이 붙었다.

## 수상

### 선수
밀란
- 세리에 A: 1956–57
- 코파 라티나: 1956[14]

### 감독
파노
- 세리에 C2: 1978–79

엘라스 베로나
- 세리에 A: 1984–85
- 세리에 B: 1981–82

### 개인
- 황금 파종자상: 1984[15]
- 이탈리아 축구 명예의 전당: 2017[16]